# Gentilly (Val-de-Marne)
Pour les articles homonymes, voir Gentilly.
Gentilly est une commune française située dans le département du Val-de-Marne en région Île-de-France.

## Géographie

### Localisation
Gentilly appartient à la petite couronne de la ville de Paris dont elle est mitoyenne.
La ville est  traversée par la Méridienne verte, qui matérialise le méridien de Paris.

### Communes limitrophes

Position de la commune de Gentilly, entourée en rouge, sur la carte de la « Petite Couronne » d'Île-de-France.

Les communes limitrophes sont Paris, Montrouge, ancien 12e arrondissement de Paris, Arcueil et Le Kremlin-Bicêtre.
|           | 14e et 13e arrondissements de Paris |                    |
| Montrouge | Gentilly                            | Le Kremlin-Bicêtre |
|           | Arcueil                             |                    |

### Hydrographie

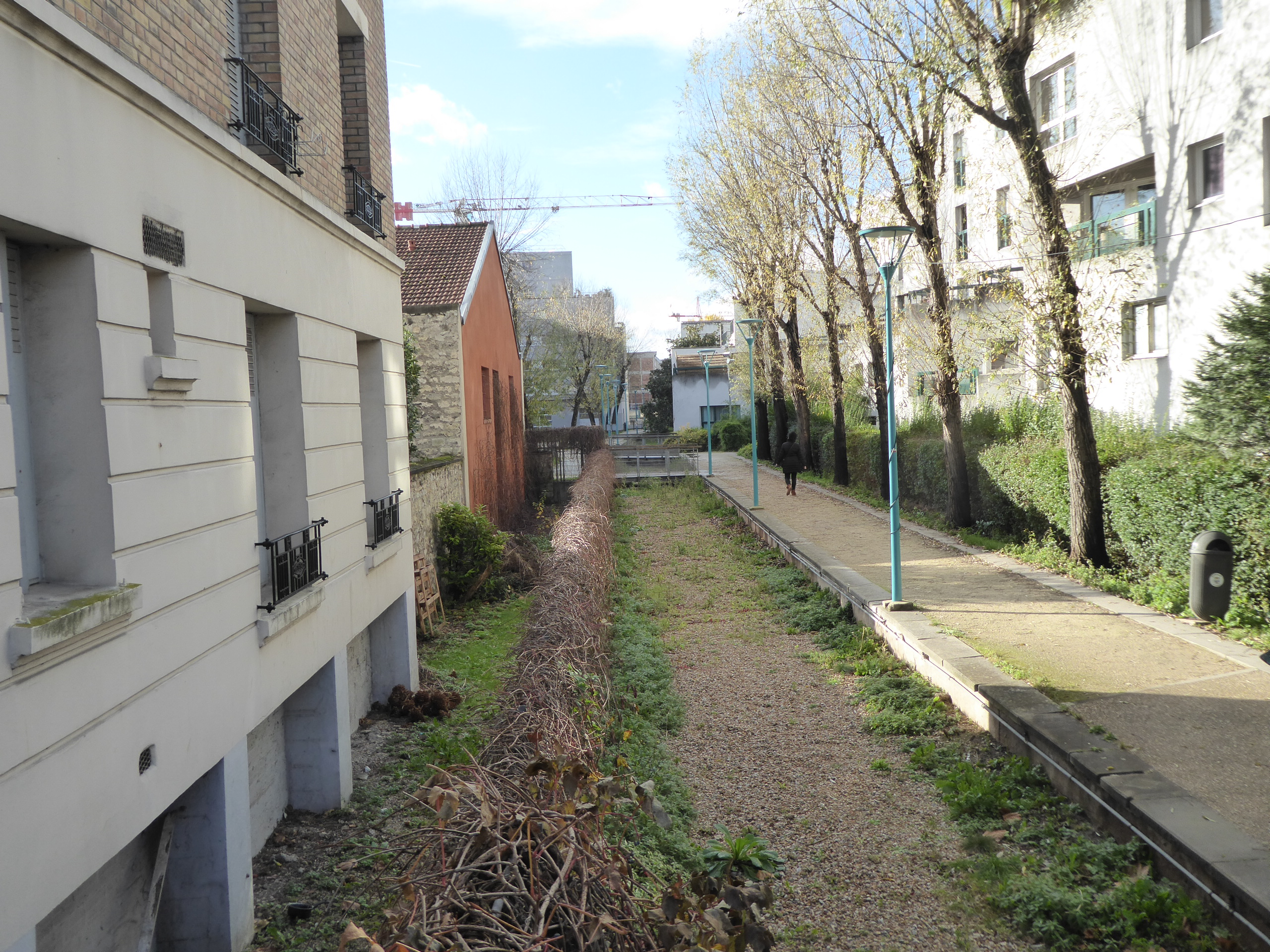
Allée René Cassin sur le cours de la Bièvre.

La ville est traversée par la Bièvre dont le cours est couvert sur l'ensemble de la commune. Toutefois une réouverture d'un tronçon naturel sur 600 m est effective depuis 2022, sur Gentilly et la commune voisine d'Arcueil.
À partir de la commune d'Arcueil, en aval de l'actuel parc du Coteau, la Bièvre croisait la rue Gandilhon (ancienne rue des Chasses) puis l’avenue Raspail, passait à gauche du gymnase et du stade Maurice-Baquet, croisait la rue de la Chamoiserie. Les pelouses du parc Picasso recouvrent la Bièvre. En aval, la rue Nicolas-Debray fut construite sur son lit. La Bièvre passait sous la rue du Paroy, actuellement rue de la Division-du-Général-Leclerc où l'on voit le parapet de l'ancien pont, puis en bas de la poste et de la bibliothèque. À proximité, le tracé de la Bièvre est matérialisé par un dallage à l’arrière des maisons de l’avenue Raspail derrière une grille. À partir de l’ancien pont sur la Bièvre de l’avenue Jean-Jaurès, le site de la rivière recouverte est aménagé en promenade piétonnière, l’allée René Cassin jusqu'à la rue de la République.
La rivière longeait l’église Saint-Saturnin passait sous l’avenue Raspail puis sous la rue de Verdun où est situé un parapet de l’ancien pont.
Un deuxième bras artificiel, la Bièvre vive, s’écoulait de l’autre côté (sud-est) de l’avenue Raspail.
Le bras de la Bièvre vive et la partie aval du passage sous l'avenue Raspail après l'église jusqu'aux fortifications de Paris furent recouverts avant 1900, le reste de la rivière de la limite communale avec Arcueil jusqu’à l’église au début des années 1950.

### Climat
Pour des articles plus généraux, voir Climat de l'Île-de-France et Climat du Val-de-Marne.
En 2010, le climat de la commune est de type climat océanique dégradé des plaines du Centre et du Nord, selon une étude du CNRS s'appuyant sur une série de données couvrant la période 1971-2000. En 2020, Météo-France publie une typologie des climats de la France métropolitaine dans laquelle la commune est exposée à un climat océanique altéré et est dans la région climatique Sud-ouest du bassin Parisien, caractérisée par une faible pluviométrie, notamment au printemps (120 à 150 mm) et un hiver froid (3,5 °C).
Pour la période 1971-2000, la température annuelle moyenne est de 12,2 °C, avec une amplitude thermique annuelle de 15,4 °C. Le cumul annuel moyen de précipitations est de 647 mm, avec 10,8 jours de précipitations en janvier et 7,7 jours en juillet. Pour la période 1991-2020, la température moyenne annuelle observée sur la station météorologique située sur la commune de Paris au jardin du Luxembourg à 4 km à vol d'oiseau, est de 13,3 °C et le cumul annuel moyen de précipitations est de 667,4 mm,. Pour l'avenir, les paramètres climatiques de la commune estimés pour 2050 selon différents scénarios d'émission de gaz à effet de serre sont consultables sur un site dédié publié par Météo-France en novembre 2022.
| Mois                                  | jan.             | fév.             | mars          | avril         | mai            | juin           | jui.           | août           | sep.          | oct.          | nov.            | déc.            | année      |
| ------------------------------------- | ---------------- | ---------------- | ------------- | ------------- | -------------- | -------------- | -------------- | -------------- | ------------- | ------------- | --------------- | --------------- | ---------- |
| Température minimale moyenne (°C)     | 3,4              | 3,5              | 5,6           | 7,8           | 11             | 14,1           | 16             | 15,8           | 12,7          | 9,9           | 6,4             | 4               | 9,2        |
| Température moyenne (°C)              | 5,8              | 6,6              | 9,6           | 12,7          | 16             | 19,1           | 21,3           | 21,2           | 17,7          | 13,7          | 9,1             | 6,2             | 13,3       |
| Température maximale moyenne (°C)     | 8,2              | 9,7              | 13,7          | 17,5          | 21             | 24,1           | 26,5           | 26,5           | 22,7          | 17,5          | 11,8            | 8,5             | 17,3       |
| Record de froid (°C) date du record   | −13,8 17.01.1985 | −11,6 07.02.1991 | −6,2 13.03.13 | −2 12.04.1986 | 2,3 07.05.1997 | 6,1 30.06.1981 | 8,7 19.07.1986 | 8,6 27.08.1985 | 5 30.09.18    | −1 28.10.03   | −6,3 23.11.1998 | −8 29.12.1996   | −13,8 1985 |
| Record de chaleur (°C) date du record | 17,5 27.01.03    | 22,9 27.02.19    | 27,3 31.03.21 | 31,5 20.04.18 | 36 27.05.05    | 37,6 27.06.11  | 41,9 25.07.19  | 40,2 07.08.03  | 36,5 08.09.23 | 30,7 01.10.11 | 22,5 07.11.15   | 17,5 16.12.1989 | 41,9 2019  |
| Précipitations (mm)                   | 50,9             | 44,9             | 46,1          | 49,2          | 75,1           | 54,8           | 57,1           | 59,3           | 49            | 56,7          | 57,6            | 66,7            | 667,4      |

## Urbanisme

### Typologie
Au 1er janvier 2024, Gentilly est catégorisée grand centre urbain, selon la nouvelle grille communale de densité à sept niveaux définie par l'Insee en 2022.
Elle appartient à l'unité urbaine de Paris, une agglomération inter-départementale regroupant 407  communes, dont elle est une commune de la banlieue,,. Par ailleurs la commune fait partie de l'aire d'attraction de Paris, dont elle est une commune du pôle principal,. Cette aire regroupe 1 929 communes,.

### Morphologie urbaine
La ville de Gentilly est divisée en plusieurs quartiers :
- le Chaperon-Vert, un grand ensemble de 1 500 logements situé à cheval sur les communes d'Arcueil et de Gentilly ; il est séparé du reste de la ville par l'autoroute autoroute A6A ;
- la cité Gabriel-Péri (le 162), au sud-est de la ville, situé juste en bordure de l'autoroute A6B ;
- le quartier Victor-Hugo, au Nord-Est ;
- la cité Frileuse (cité des 4-Tours), près du centre-ville ;
- la cité Reine-Blanche, à l'Est de la ville, le long de la A6B ;
- le centre-ville ;
- le Plateau, un quartier essentiellement pavillonnaire ;
- le quartier Val-de-Bièvre, un quartier essentiellement pavillonnaire. Le siège social de la société Sanofi est situé dans ce quartier de Gentilly.

### Habitat et logement
En 2020, le nombre total de logements dans la commune était de 9 835, alors qu'il était de 8 570 en 2015 et de 8 495 en 2010.
Parmi ces logements, 91,2 % étaient des résidences principales, 2,2 % des résidences secondaires et 6,6 % des logements vacants. Ces logements étaient pour 8,3 % d'entre eux des maisons individuelles et pour 90,6 % des appartements.
Le tableau ci-dessous présente la typologie des logements à Gentilly en 2020 en comparaison avec celle du Val-de-Marne et de la France entière. Une caractéristique marquante du parc de logements est ainsi une proportion de résidences secondaires et logements occasionnels (2,2 %) supérieure à celle du département (1,9 %) mais inférieure à celle de la France entière (9,7 %). Concernant le statut d'occupation de ces logements, 22,3 % des habitants de la commune sont propriétaires de leur logement (24,1 % en 2015), contre 44,8 % pour le Val-de-Marne et 57,5 pour la France entière.
| Typologie                                               | Gentilly | Val-de-Marne | France entière |
| ------------------------------------------------------- | -------- | ------------ | -------------- |
| Résidences principales (en %)                           | 91,2     | 92,3         | 82,1           |
| Résidences secondaires et logements occasionnels (en %) | 2,2      | 1,9          | 9,7            |
| Logements vacants (en %)                                | 6,6      | 5,8          | 8,2            |

### Projets d'aménagements
Plusieurs projets sont à l'étude pour une réalisation espérée à l'horizon 2030 :
- couverture du RER entre les entrées nord et sud de la station Gentilly ;
- aménagement de l’Îlot Vert ;
- élargissement et réhabilitation de l'Avenue Paul Vaillant-Couturier en récupérant de l'espace sur le périphérique pour créer une piste cyclable et des plantations. Des tours et de nouveaux immeubles à la place des bâtiments désaffectés sont également prévues ;
- couverture de l'A6A ;
- rénovation urbaine de la cité Frileuse et de son marché ;
- rénovation urbaine de la cité Reine Blanche ;
- réhabilitation de l'ancien collège Pierre et Marie Curie.

### Voies de communication et transports

#### Voies routières

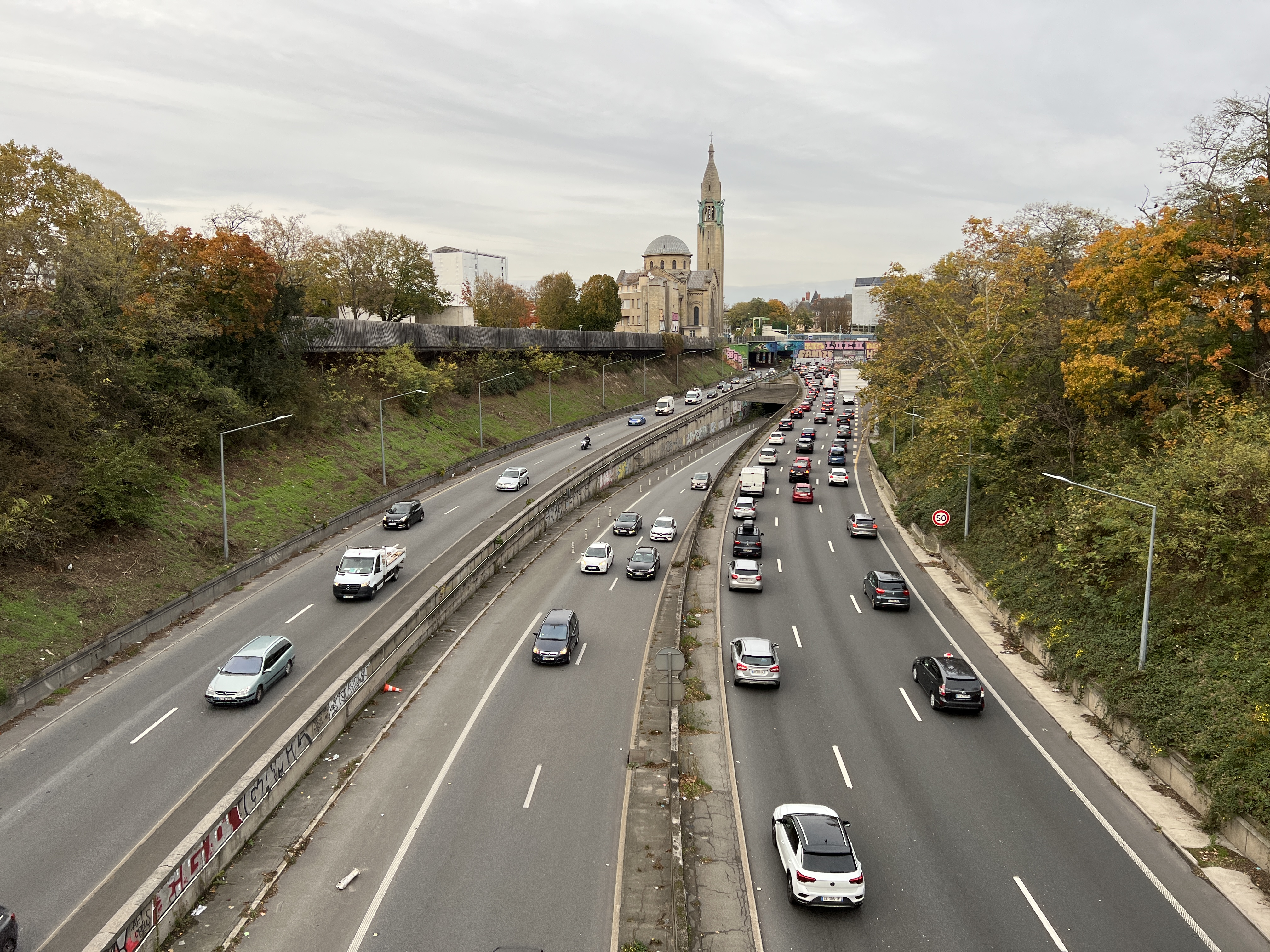
L'autoroute A6a en direction de Paris.

Gentilly est bordée au nord par le boulevard périphérique de Paris, à l'est par l'autoroute A6b et, en partie, à l'ouest par l'autoroute A6a. Des travaux, débutés en 2010 et achevés en 2012, ont conduit à la couverture de l'A6b.
En venant du nord, il est possible d'accéder à Gentilly par l'autoroute A6b (sortie 1), la porte d'Italie, la porte de Gentilly et la poterne des Peupliers.
Elle est reliée au Kremlin-Bicêtre par l'Avenue Jean-Jaurès, à Montrouge par l'avenue Paul Vaillant-Couturier, à Arcueil par l'avenue de Stalingrad.

#### Transports en commun
Gentilly est desservie :

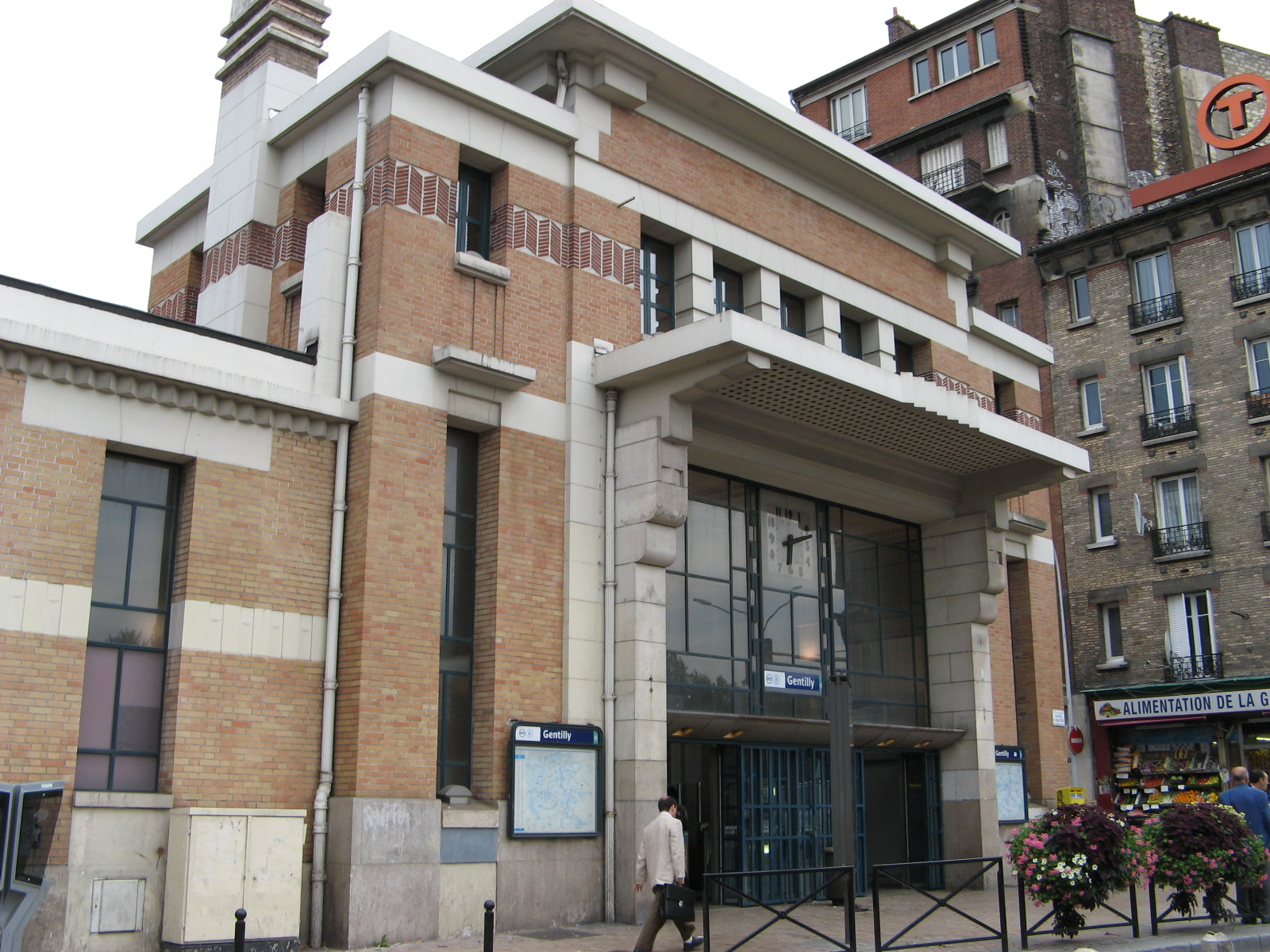
La gare RER de Gentilly.

- par une gare sur la ligne B du RER d'Île-de-France (station Gentilly) ;
- par la ligne 14 du métro de Paris (station Hôpital Bicêtre) en limite communale du Kremlin-Bicêtre ;
- par quatre lignes du réseau de bus RATP ;
- par une ligne du réseau de bus Valouette.

Dans Paris, les arrêts de la ligne 3a du tramway d'Île-de-France : Stade Charléty, Porte de Gentilly, Poterne des Peupliers, Cité universitaire (ainsi que la gare du RER B du même nom) et Montsouris ainsi que la station de la ligne 7 Porte d'Italie sont proches de Gentilly.

#### Vélib'
Trois stations Vélib' sont installées dans Gentilly; elles sont situées :
- avenue Raspail, devant l’immeuble Sanofi ;
- rue Benoît-Malon, au niveau de l'entrée Sud du RER ;
- rue Charles-Frérot, à l’angle de la rue Albert-Guilpin.

On peut également signaler les stations Vélib' de la poterne des Peupliers et de la porte de Gentilly situées en bordure de la ville, du côté de Paris.

## Toponymie
L'origine du toponyme pourrait venir de Gentilius, patronyme d'un colon gallo-romain.
Ce village se nommait autrefois Gentiliacum, nom connu dès le VIIe siècle, dans la vie de saint Éloi, écrite par saint Ouen. Il ferait référence aux orfèvres étrangers installés dans la ville à l'époque mérovingienne.

## Histoire

### Préhistoire
Si le site de la ville de Gentilly n'a donné lieu qu'à peu de découvertes archéologiques concernant la période préhistorique (quelques objets trouvés au XIXe siècle), il présente néanmoins un faisceau concordant d'indices, permettant de préjuger d'une forte occupation dès le néolithique. La vallée de la Bièvre dans son ensemble, est en effet très prolifique en sites de cette ère et l'occupation du site par les Romains qui construisent un aqueduc à proximité, dans l'actuelle ville d'Arcueil, puis les Mérovingiens (un vicus, cest-à-dire un gros bourg) atteste de son intérêt.

### Moyen Âge
Le lieu Gentiliaco est cité pour la première fois au VIe siècle comme propriété royale mais ce n'est qu'à la fin du XIIIe siècle que l'on voit apparaître la dénomination Gentilly. Cités à cette même époque, un château de type motte et une tour ronde, puis une tour carrée dans une enceinte attestaient de la relative richesse du lieu au bas Moyen Âge ; richesse confirmée par la présence d'un moulin, d'un four, d'un pressoir et de carrières.
Pendant tout le Moyen Âge, le territoire est partagé entre plusieurs abbayes et une seigneurie en changeant souvent de propriétaire.
Le roi Pépin le Bref y passe l'hiver de 762, la Pâques de 766 et y tient un concile d'évêques en 767.
En 878, Louis le Bègue donne la seigneurie de Gentilly à lngelwin, évêque de Paris.
Saint Louis y bâtit un monastère pour les chartreux.

### Temps modernes
En 1691, Claude Sonnius y fonde un couvent de religieuses de la Miséricorde.
Sous Charles IX, le prince de Condé y campa avec ses troupes.
L'église date des XIIIe et XVe siècles. L'hospice de Bicêtre et la maison de santé sont dans la commune de Gentilly.
Le XVIIe siècle voit la création de l'aqueduc Médicis, chargé d'alimenter en eau la rive gauche de Paris. Ce dernier, encore parfaitement conservé, chemine via Fresnes, L'Haÿ-les-Roses, Cachan, Arcueil et Gentilly. L'ouvrage le plus marquant, le pont-aqueduc situé à la limite sud d'Arcueil, sert encore aujourd'hui à l'aqueduc de la Vanne, lequel passe ensuite sous un terre-plein à la limite entre Gentilly et Montrouge avant de rejoindre Paris. On peut signaler également à ce sujet, l'aqueduc romain alimentant les thermes de Lutèce qui passait sensiblement au même endroit que celui du XVIe siècle. Il en reste un morceau retrouvé lors de la démolition et de l'enlèvement des terres de l'ancien dépôt dit de Montrouge sur l'ex-ligne de Sceaux, à proximité du Parc de Montsouris à Paris. Ce segment est visible dans une vitrine.

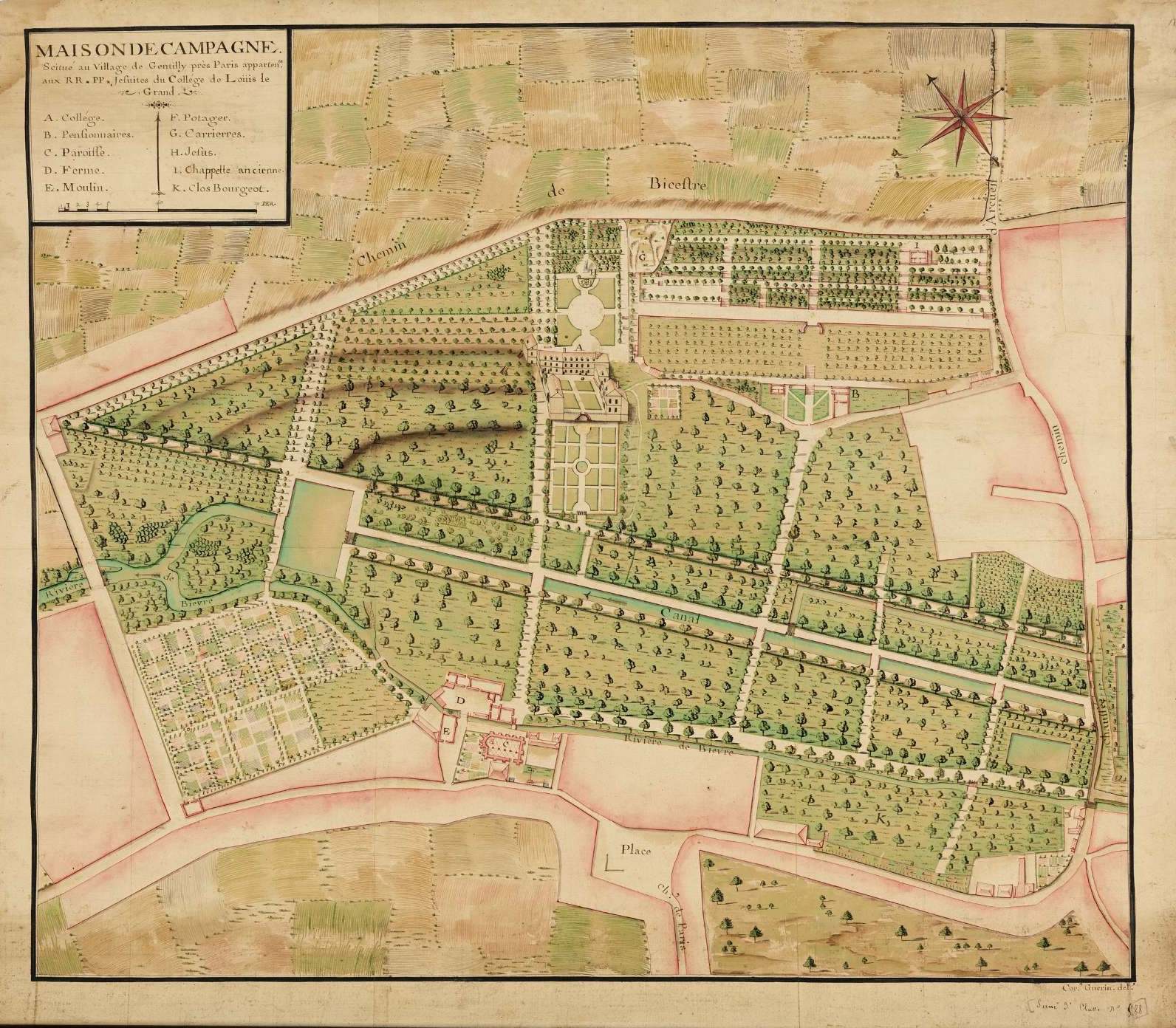
Propriété des Jésuites à Gentilly.

Gentilly au XVIIIe siècle, gravé par Albert Flamen
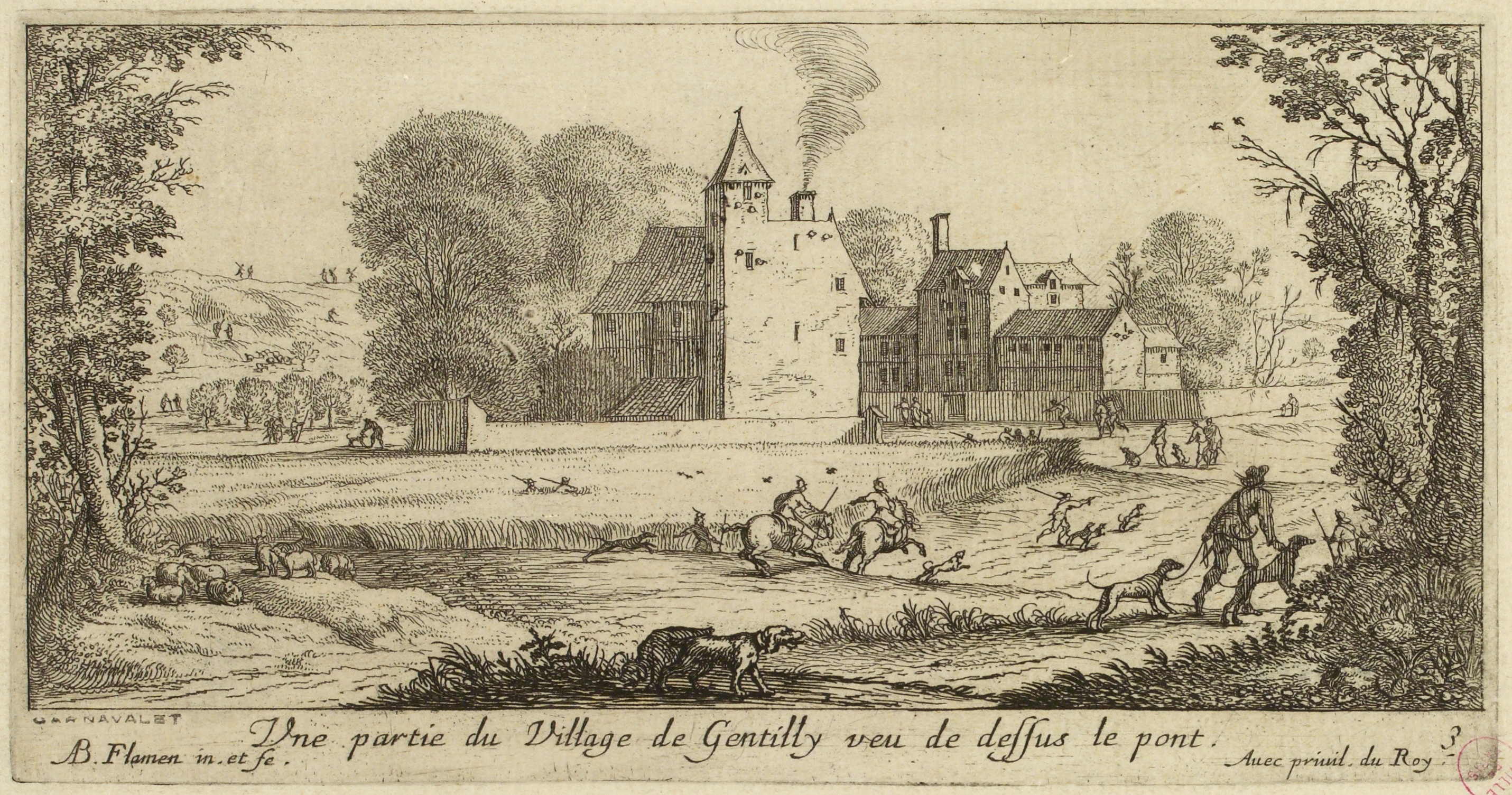
Vue d'une partie du village depuis le pont.
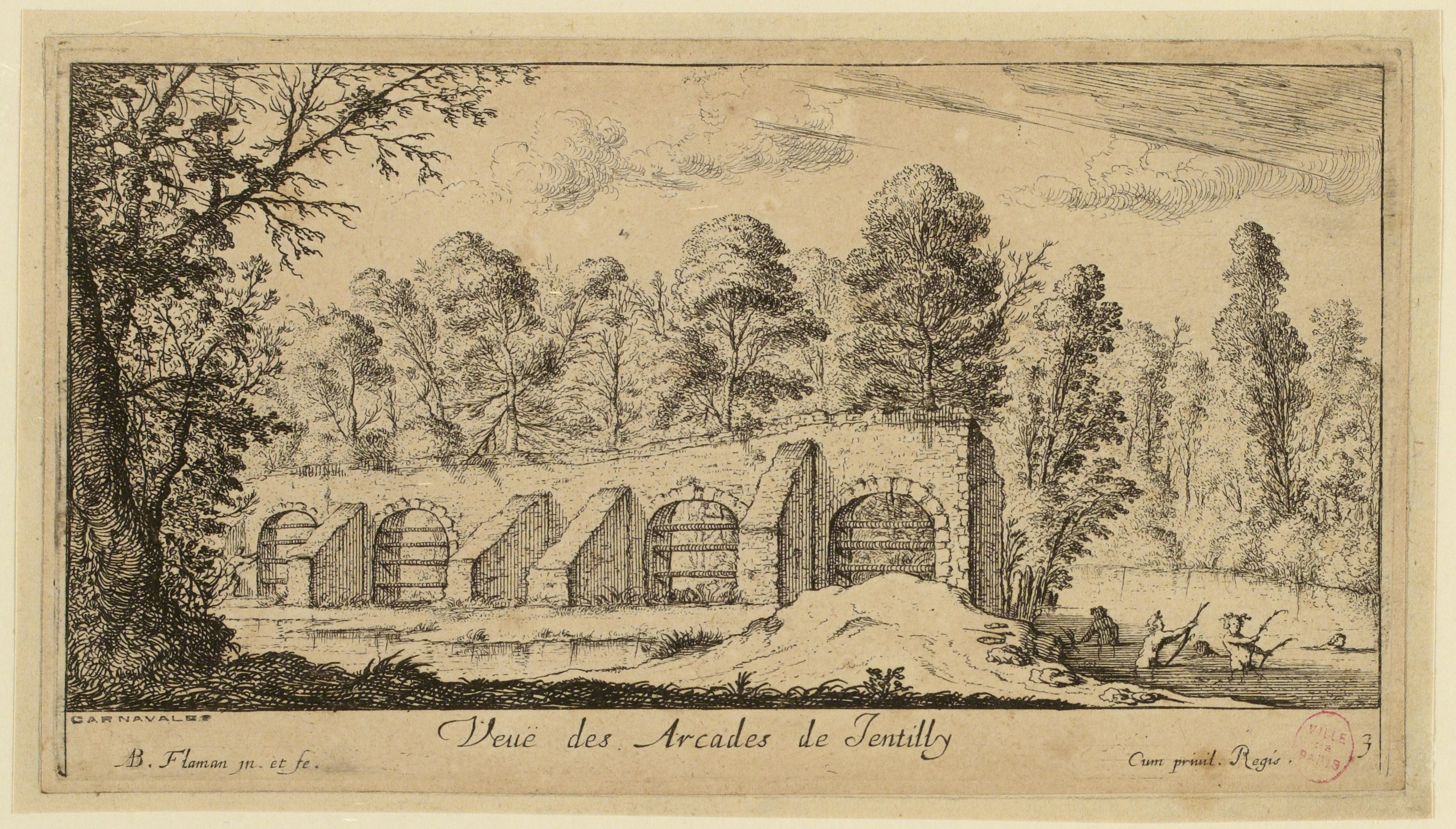
Les arcades.

Le collège des jésuites Louis-le-Grand acquiert un vaste domaine au sud-est du village autour de l'emplacement de l'actuelle avenue Raspail. Cette propriété qui était la maison de campagne de ce collège, lieu de repos des collégiens, était parcourue par un canal et un plan d'eau alimentés par la Bièvre.

### Époque contemporaine

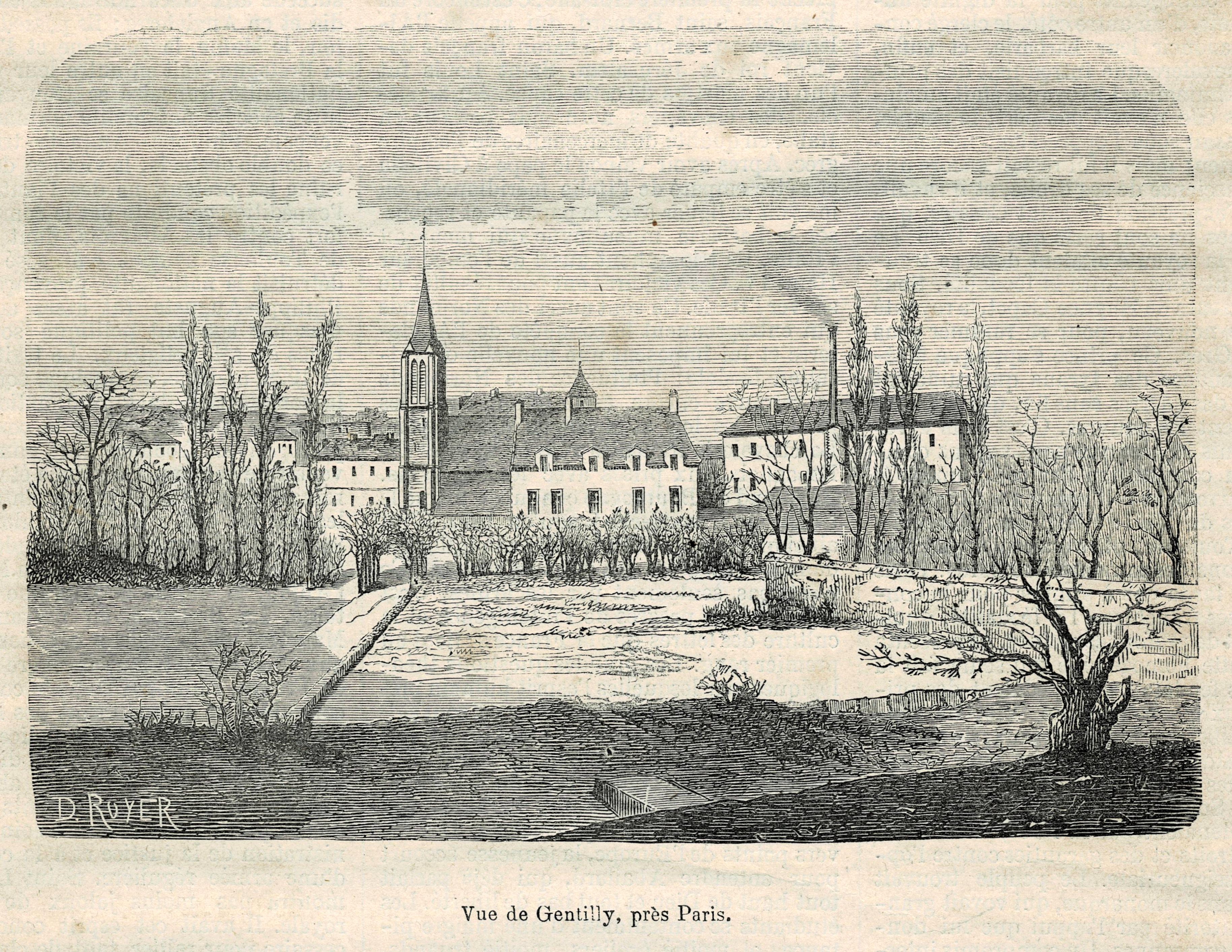
Gentilly au milieu du XIXe siècle.

Le XIXe siècle voit l'apparition d'une forte activité industrielle, implantée le long de la Bièvre. Les industries de blanchisserie et tannerie se sont développées très rapidement et ont perduré jusque vers 1930 pour les premières et 1970 pour les secondes.
À la suite de l'industrialisation et de l'urbanisation très rapide de la commune au XIXe siècle, l'habitat construit est de piètre qualité et la Bièvre extrêmement polluée (au point d'entraîner sa couverture à Paris à partir de 1860 pour des raisons d'hygiène). Jusqu'à la Seconde Guerre mondiale, les conditions de vie de la population ouvrière sont restées désastreuses, au point que les trois quarts de la population vivent dans des logements insalubres. Les années 1950 ont vu l'apparition de logements sociaux modernes, qui ont entraîné une densification verticale du logement dans toute la ville, à l'exception d'un quartier pavillonnaire, dit plateau Mazagran, situé à la limite de Montrouge : il est occupé plus récemment dans l'histoire de la ville (le 22 mai 1891, mise à voie normale de la Ligne de Sceaux créée originellement à voie large et inaugurée le 17 juin 1846).
Le milieu du XXe siècle voit aussi se développer des activités de métallurgie, alimentation, bâtiment, imprimerie et fabrication de médicaments.
La période actuelle (fin du XXe siècle et début du XXIe siècle) voit une transformation accrue de l'activité vers le domaine tertiaire, notamment la communication audiovisuelle. Le principal employeur de Gentilly reste l'industrie pharmaceutique, avec notamment le siège social de Sanofi, l'activité de fabrication n'étant toutefois plus effectuée sur place. En novembre 2024, Sanofi annonce la fermeture de son site prévue pour l'été 2027.

### Évolution dans le temps des limites géographiques
Dans une carte de 1773, dite « carte des chasses », on peut constater que la paroisse de Gentilly avait une surface environ quatre fois plus importante que la commune actuelle.
Le 1er janvier 1860 les quartiers Maison-Blanche et Glacière sont annexés à Paris.
En 1897, Le Kremlin-Bicêtre est détaché de Gentilly et devient une commune distincte.
En 1925, le glacis des anciennes fortifications, dit La Zone est annexé à Paris, accompagné de quelques parcelles pour agrandir la cité universitaire.

## Politique et administration

### Rattachements administratifs et électoraux

#### Rattachements administratifs
Antérieurement à la loi du 10 juillet 1964, la commune faisait partie du département de la Seine. La réorganisation de la région parisienne en 1964 fait que la commune appartient désormais au département du Val-de-Marne et à son arrondissement de L'Haÿ-les-Roses après un transfert administratif effectif au 1er janvier 1968.
Elle faisait partie de 1801 à 1967 du canton de Villejuif de la Seine. Lors de la mise en place du Val-de-Marne, la ville intègre le canton du Kremlin-Bicêtre jusqu'en 1976, où elle est rattachée au canton d'Arcueil. En 1984, celui-ci est scindé et Gentilly-ouest rattaché au canton d'Arcueil maintenu et Gentilly-est au nouveau canton du Kremlin-Bicêtre. Dans le cadre du redécoupage cantonal de 2014 en France, cette circonscription administrative territoriale a disparu, et le canton n'est plus qu'une circonscription électorale.

#### Rattachements électoraux
Pour les élections départementales, la commune est membre depuis 2014 d'un nouveau canton du Kremlin-Bicêtre
Pour l'élection des députés, elle est divisée entre la dixième et la  onzième circonscription du Val-de-Marne

### Intercommunalité
Gentilly était membre de la communauté d'agglomération de Val de Bièvre, un établissement public de coopération intercommunale (EPCI) à fiscalité propre créé fin 1999 et auquel la commune avait transféré un certain nombre de ses compétences, dans les conditions déterminées par le code général des collectivités territoriales.
Dans le cadre de la mise en œuvre de la volonté gouvernementale de favoriser le développement du centre de l'agglomération parisienne comme pôle mondial est créée, le 1er janvier 2016, la métropole du Grand Paris (MGP), à laquelle la commune a été intégrée.
La loi portant nouvelle organisation territoriale de la République du 7 août 2015 (loi NOTRe) prévoit également la création le 1er janvier 2016 d'établissements publics territoriaux (EPT), qui regroupent l'ensemble des communes de la métropole à l'exception de Paris, et assurent des fonctions de proximité en matière de politique de la ville, d'équipements culturels, socioculturels, socio-éducatifs et sportifs, d'eau et assainissement, de gestion des déchets ménagers et d'action sociale, et exerçant également les compétences que les communes avaient transférées aux intercommunalités supprimées.
La commune fait donc également partie depuis le 1er janvier 2016 de l'établissement public territorial Grand-Orly Seine Bièvre, créé par décret du 11 décembre 2015, qui succède à l'ex-communauté d'agglomération de Val de Bièvre.

### Tendances politiques et résultats
Faisant historiquement partie de la ceinture rouge, Gentilly depuis l'après-guerre a toujours été dirigée par des membres du Parti communiste français. La commune reste très ancrée à gauche. Elle donne ainsi une avance de presque quarante-cinq points à François Hollande sur Nicolas Sarkozy aux élections présidentielle de 2012 (contre trois points en moyenne nationale). Par la suite, Gentilly place le candidat de La France insoumise, Jean-Luc Mélenchon, nettement en tête au premier tour des scrutins présidentiels de 2017 et 2022, avec successivement 36,90% puis 44,34%
Cependant, comme de nombreuses villes de la petite couronne parisienne, Gentilly connait un processus de gentrification qui fait évoluer son électorat. Cela se manifeste notamment par un vote écologiste important. Les gentiléens ont ainsi voté en premier pour les écologistes d'Europe Écologie Les Verts puis pour les socio-libéraux de La République en marche aux européennes de mai 2019, reléguant les communistes à la troisième place au même niveau que le Rassemblement national,.

#### Élections présidentielles
- Lors du premier tour de l'élection présidentielle de 2012, les quatre premiers candidats sont François Hollande (38,30 % des suffrages exprimés), Jean-Luc Mélenchon, (22,73 %), Nicolas Sarkozy (15,39 %) et Marine Le Pen (10,64 %). Au second tour, le candidat élu, François Hollande, obtient 5 255 voix (71,71 %) et Nicolas Sarkozy 1 972 voix (27,29 %), lors d'un scrutin où 22,76 % des électeurs se sont abstenus[28].
- Lors du premier tour de l'élection présidentielle de 2017, les quatre premiers candidats sont Jean-Luc Mélenchon (36,90 % des suffrages exprimés, Emmanuel Macron, (25,02 %), Marine Le Pen (10,54 %) et François Fillon (10,52 %). Au second tour, le candidat élu Emmanuel Macron obtient 5 229 voix (83,12 %) et Marine Le Pen 1 062 voix (16,88 %) lors d'un scrutin où 27,48 % des électeurs se sont abstenus[29].
- Lors du premier tour de l'élection présidentielle de 2022, les quatre premiers candidats sont Jean-Luc Mélenchon (44,34 % des suffrages exprimés), Emmanuel Macron (21,90 %), Marine Le Pen (9,42 %) et Yannick Jadot (6,05 %). Au second tour, le candidat élu obtient 4 779 voix (77,77 %) et Marine Le Pen 1 366 voix (22,23 %) lors d'un scrutin où 31,97 % des électeurs se sont abstenus[30].

#### Élections législatives
Résultats des deuxièmes tours :
- Partie de la ville située dans l'ancien canton du canton du Kremlin-Bicêtre (10e circonscription du Val-de-Marne) : 
  - Élections législatives de 2012[31] : 100 % pour Jean-Luc Laurent (DVG). Le taux de participation était de 38,92 %.
  - Élections législatives de 2017[32] : 56,54 % pour Mathilde Panot (LFI), 43,36 % pour Sheerazed Boulkorun (LREM). Le taux de participation était de 38,78 %.
  - Élections législatives de 2022[33] : 70,57 % pour Mathilde Panot (NUPES-LFI), 29,43 % pour Phillipe Hardouin (ENS-EC). Le taux de participation était de 43,30 %
- Partie de la ville située dans l'ancien canton du canton d'Arcueil (11e circonscription du Val-de-Marne) : 
  - Élections législatives de 2012[31] : 100 % pour Jean-Yves Le Bouillonnec (PS). Le taux de participation était de 39,59 %.
  - Élections législatives de 2017[32] : 51,18 % pour Albane Gaillot (LREM), 48,82 % pour Djamel Arrouche (LFI). Le taux de participation était de 49,29 %.
  - Élections législatives de 2022[34] : 66,95 % pour Sophie Taillé-Polian (NUPES-G.s), 33,05 % pour Erwann Calvez (ENS-LREM). Le taux de participation était de 53,64 %.

#### Élections européennes
Résultats des deux meilleurs scores :
- Élections européennes de 2014[35] : 24,81 % pour Patrick Le Hyaric (FG), 15,47 % pour Pervenche Berès (PS). Le taux de participation était de 39,64 %.
- Élections européennes de 2019[36] : 20,53 % pour Yannick Jadot (EÉLV), 18,17 % pour Nathalie Loiseau (REN). Le taux de participation était de 50,21 %.

#### Élections régionales
Résultats des deux meilleurs scores :
- Élections régionales de 2015[37] : 65,89 % pour Claude Bartolone (PS), 23,93 % pour Valérie Pécresse (UMP). Le taux de participation était de 49,80 %.
- Élections régionales de 2021[38] : 59,87 % pour Julien Bayou (EÉLV), 25,20 % pour Valérie Pécresse (UD). Le taux de participation était de 34,05.

### Élections municipales
Lors du premier tour des élections municipales de 2014 dans le Val-de-Marne, la liste FG-PS-EELV conduite par la maire sortante Patricia Tordjman obtient la majorité absolue des suffrages exprimés, avec 3 338 voix (68,08 %, 28 conseillers municipaux élus dont 6 communautaires), devançant très largement celle UMP-UDI-MoDem menée par Benoît Crespin, qui a recueilli 1 565 voix (31,91 %, 5 conseillers municipaux élus dont 1 communautaire), lors d'un scrutin où 47,99 % des électeurs se sont abstenus.
Lors du second tour des élections municipales de 2020 dans le Val-de-Marne, la liste PCF menée par la maire sortante Patricia Tordjman — qui bénéficie de la fusion de la liste  EÉLV-PS-LFI-G.s menée par Nadine Herrati  — arrive en tête sans obtenir la majorité des suffrages, avec 1 809 voix (46,99 %, 25 conseillers municipaux élus dont 1 métropolitain), devançant largement celles menées respectivement par :
- Benoît Crespin[45] (SE, 1 055 voix, 27,40 %, 4 conseillers municipaux élus) ;
- Farid El Arche[46] (SE, 985 voix, 25,59 %, 4 conseillers municipaux élus).

Lors de ce scrutin marqué par la pandémie de Covid-19 en France, 59,46 % des électeurs se sont abstenus.

### Liste des maires
Depuis la Libération, six maires se sont succédé à la tête de la commune.
| Période       | Période       | Identité          | Étiquette  | Qualité |
| ------------- | ------------- | ----------------- | ---------- | --- |
| août 1944     | février 1962  | Charles Frérot    | PCF        | Comptable Conseiller général de la Seine (1945 → 1953) Mort en fonction                                                                                         |
| avril 1962    | mars 1977     | Hélène Edeline    | PCF        | Sténodactylographe Sénatrice du Val-de-Marne (1975 → 1977) Conseillère générale de la Seine (1953 → 1967) Conseillère générale du Kremlin-Bicêtre (1967 → 1976) |
| mars 1977     | novembre 1997 | Carmen Leroux     | PCF        | Infirmière Vice-présidente de l'OPIHLM d’Arcueil-Gentilly (1977 → 1995) Démissionnaire                                                                          |
| novembre 1997 | mars 2008     | Yann Joubert      | PCF        | Cadre de la fonction publique |
| mars 2008     | février 2024  | Patricia Tordjman | PCF        | Fonctionnaire Présidente de la CA de Val de Bièvre (2011 → 2014) Démissionnaire                                                                                 |
| mars 2024     | En cours      | Fatah Aggoune     | PCF (app.) | Ancien premier adjoint |

### Jumelages
La ville de Gentilly est depuis 1960 jumelée à la ville allemande de Freiberg.

## Équipements et services publics

### Enseignement
En 2024, Gentilly compte cinq écoles maternelles (Jean-Lurçat, Victor-Hugo, Lamartine, Marie-et-Pierre-Curie, Henri-Barbusse) accueillant 694 élèves et quatre écoles élémentaires (Victor-Hugo, Gustave-Courbet, Henri-Barbusse et Lamartine) accueillant 930 élèves.
- L'école élémentaire Gustave-Courbet compte 9 classes (CP au CM2) plus une demi classe d'adaptation pour environ 200 élèves[réf. souhaitée].
- Le groupe scolaire Victor-Hugo comprend une école maternelle (6 classes) et une école primaire (10 classes) qui accueillent en tout 350 enfants[réf. souhaitée].

Gentilly dispose également d'un collège, le collège Rosa-Parks, ouvert en 2007 (remplaçant l'ancien collège Pierre-Curie), d'un lycée professionnel, le LP Val-de-Bièvre et d'un centre de formation d'apprentis (CFA) de l'enseignement supérieur, école de préparation au brevet de technicien supérieur (EPB).

## Population et société
Les habitants sont appelés les Gentilléens.

### Démographie
L'évolution du nombre d'habitants est connue à travers les recensements de la population effectués dans la commune depuis 1793. Pour les communes de plus de 10 000 habitants les recensements ont lieu chaque année à la suite d'une enquête par sondage auprès d'un échantillon d'adresses représentant 8 % de leurs logements, contrairement aux autres communes qui ont un recensement réel tous les cinq ans,.

En 2022, la commune comptait 18 883 habitants, en évolution de +8,26 % par rapport à 2016 (Val-de-Marne : +3 %, France hors Mayotte : +2,11 %).
| 1793  | 1800  | 1806  | 1821  | 1831  | 1836  | 1841  | 1846   | 1851   |
| ----- | ----- | ----- | ----- | ----- | ----- | ----- | ------ | ------ |
| 4 495 | 5 267 | 1 550 | 2 379 | 4 985 | 9 450 | 9 987 | 11 646 | 13 608 |

| 1856   | 1861  | 1866  | 1872  | 1876   | 1881   | 1886   | 1891   | 1896  |
| ------ | ----- | ----- | ----- | ------ | ------ | ------ | ------ | ----- |
| 20 721 | 9 093 | 8 871 | 8 796 | 10 378 | 12 396 | 14 278 | 15 017 | 6 153 |

| 1901  | 1906  | 1911   | 1921   | 1926   | 1931   | 1936   | 1946   | 1954   |
| ----- | ----- | ------ | ------ | ------ | ------ | ------ | ------ | ------ |
| 7 433 | 8 421 | 10 744 | 14 033 | 14 311 | 15 623 | 18 179 | 16 649 | 17 497 |

| 1962   | 1968   | 1975   | 1982   | 1990   | 1999   | 2006   | 2011   | 2016   |
| ------ | ------ | ------ | ------ | ------ | ------ | ------ | ------ | ------ |
| 19 211 | 18 812 | 17 026 | 16 732 | 17 093 | 16 118 | 17 034 | 16 892 | 17 442 |

| 2021   | 2022   | - | - | - | - | - | - | - |
| ------ | ------ | - | - | - | - | - | - | - |
| 19 048 | 18 883 | - | - | - | - | - | - | - |

### Sports et loisirs
Le club de football AC Gentilly, qui joue ses matchs de football au Stade Géo André

### Cultes
Gentilly compte deux églises : l'église Saint-Saturnin qui accueille des catholiques de toute origine et l'église du Sacré-Cœur de Gentilly affectée à la communauté catholique portugaise. La ville a également une salle de prière musulmane située dans l'ancien collège Pierre et Marie Curie ainsi qu'une association bouddhiste.

## Économie

### Revenus de la population et fiscalité
En 2010, le revenu fiscal médian par ménage était de 26 182 €, ce qui plaçait Gentilly au 21 022 e rang parmi les 31 525 communes de plus de 39 ménages en métropole.

### Entreprises
- IBM
- Sanofi
- Air liquide
- Mutualité sociale agricole
- ILOG
- Chronopost

## Culture locale et patrimoine

### Lieux et monuments

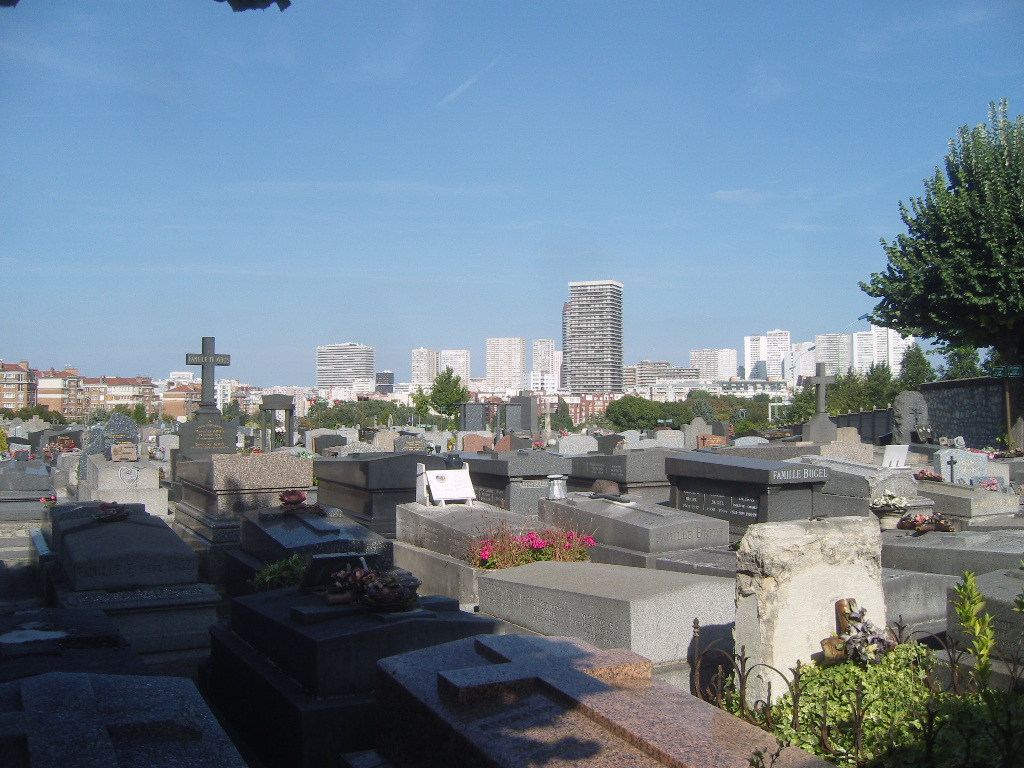
Le cimetière de Gentilly,
au fond les tours du 13e arrondissement de Paris.

- Église Saint-Saturnin bâtie sur les vestiges d'une abbaye du VIIe siècle, construite par saint Éloi sur le domaine que lui avait donné Dagobert. L'église actuelle date du XIIIe siècle et a été remaniée au XVIe siècle après l'effondrement de la nef. Sa façade ouest comprend un portail néo-gothique du XIXe siècle. Son chœur est polygonal sans bas-côtés, ce qui est peu courant et il comporte des vitraux très anciens. On peut aussi remarquer de nombreux décors peints, dont des fleurs de lys, en cours de restauration. Inscrite à l'inventaire des Monuments historiques en 1929 et classée en 1989.
- Église du Sacré-Cœur, de style néo-roman et néo-byzantin, construite entre 1933 et 1936. Son clocher orné de quatre statues monumentales d'anges en bronze surplombe le boulevard périphérique de Paris.
- La Maison de la photographie Robert-Doisneau, baptisée en 1992 par Robert Doisneau lors de ses 80 ans et inaugurée en 1996, propose de nombreuses expositions autour de la photographie humaniste.
- Le cimetière de Gentilly, qui dispose d'une vue vers les tours du 13e arrondissement et le sud-est de Paris. Parmi les tombes remarquables : tombe de Louis Millet musicien, œuvre du sculpteur Paul Guibé.
- Le Lavoir, bains-douches construits dans les années 1920 et utilisés jusque dans les années 1950. Le bâtiment rouvre en 2019 après une transformation de grande ampleur pour devenir un lieu culturel consacré à l'image et au son[62].
- Les carrières de Gentilly sont une des causes choisies par Hector Malot, pour la mort de l'un de ses personnages principaux ; Sans famille, grand classique jeunesse, dépeint le Gentilly du XIXe siècle lors de cet épisode tragique.
- En octobre 2023, la commune de Gentilly devait inaugurer un square (49, rue de la division du Général Leclerc) au nom de la journaliste palestinienne Shireen Abu Akleh travaillant pour la télévision Al Jazeera. Cette inauguration a été suspendue[63].

### Personnalités liées à la commune
- Saint Éloi[pourquoi ?].
- Saint Martial[pourquoi ?]
- Le roi Pépin le Bref (714-768), y passe l'hiver de 762, la Pâques de 766 et y tient un concile d'évêques en 767
- Blanche de Castille (1188-1252), reine consort puis régente du royaume de France, est réputée y avoir possédé un château, dont les caves voûtées subsisteraient et serviraient encore de cave à vin dans une propriété privée, sur le versant ouest de la ville (dans la pente sous la station de RER). Information non corroborée.
- Isaac de Benserade (1612-1691), écrivain et dramaturge français du XVIIe siècle a vécu à Gentilly et y est mort.
- Paul Baudier (1881-1962), peintre, graveur, illustrateur, a habité la commune.
- James Benenson (1949), sculpteur d'origine américaine naturalisé français, est installé dans la commune.
- Jacques Chapelle (1721-1773), chimiste, faïencier, céramiste directeur de la faïencerie de Sceaux de 1748 à 1763, né à Gentilly le 21 mars 1721.
- Robert Doisneau (1912-1994), photographe, est né à Gentilly en 1912.
- Akli Tadjer (1954), écrivain, auteur de nombreux romans, a longtemps vécu à Gentilly.
- Sophie Marceau (1966), actrice, a vécu à Gentilly.
- Moncef Marzouki (1945), Président de la République tunisienne de 2011 à 2014, exerça en tant que médecin au centre municipal de santé.
- Raymond Souplex (1901-1972), y est inhumé.
- Jan Voss (1936), artiste peintre, vit dans la commune depuis 1963.
- Jorrdee (1992), de son vrai nom Jordan Bourgeois, rappeur français et fondateur du collectif 667, y a vécu.
- Freeze Corleone (1992), rappeur français et fondateur du collectif 667, y a vécu.

### Héraldique, logotype et devise
| Blason de Gentilly (Val-de-Marne) | Blason  | D'hermine, à la fasce ondée d'azur accompagnée en pointe d'un livre fermé de gueules borduré d'or et chargé d'une lettre B capitale du même ; au chef tiercé en pal, au 1er d'azur, au chevron d'or accompagné de trois croisettes pattées du même, au 2e d'argent, au chevron de gueules accompagné de sept merlettes du même, quatre en chef mises en deux pals et trois en pointe mal ordonnées, au 3e d'azur, au siège antique d'or à l'assise de gueules. Devise / CriGentil soyez, gentil serai. |
| Blason de Gentilly (Val-de-Marne) | Détails | Le statut officiel du blason reste à déterminer. |

## Pour approfondir

### Iconographie
- n.d  -  Paysage à Gentilly, gravure de Paul Baudier (1881-1962)